# Sâu cuốn lá chuối
Sâu cuốn lá chuối, tên khoa học Erionota thrax, là một loài bướm thuộc họ Bướm nhảy. Nó được tìm thấy ở Ấn Độ, qua tây nam châu Á tới Papua New Guinea. Ở phía bắc loài này được tìm thấy lên tận miền nam Trung Quốc. Loại này nay đã lan rộng sang các đảo ở Thái Bình Dương, bao gồm quần đảo Salomon và Hawaii. Loài này cũng được ghi nhận ở Mauritius.

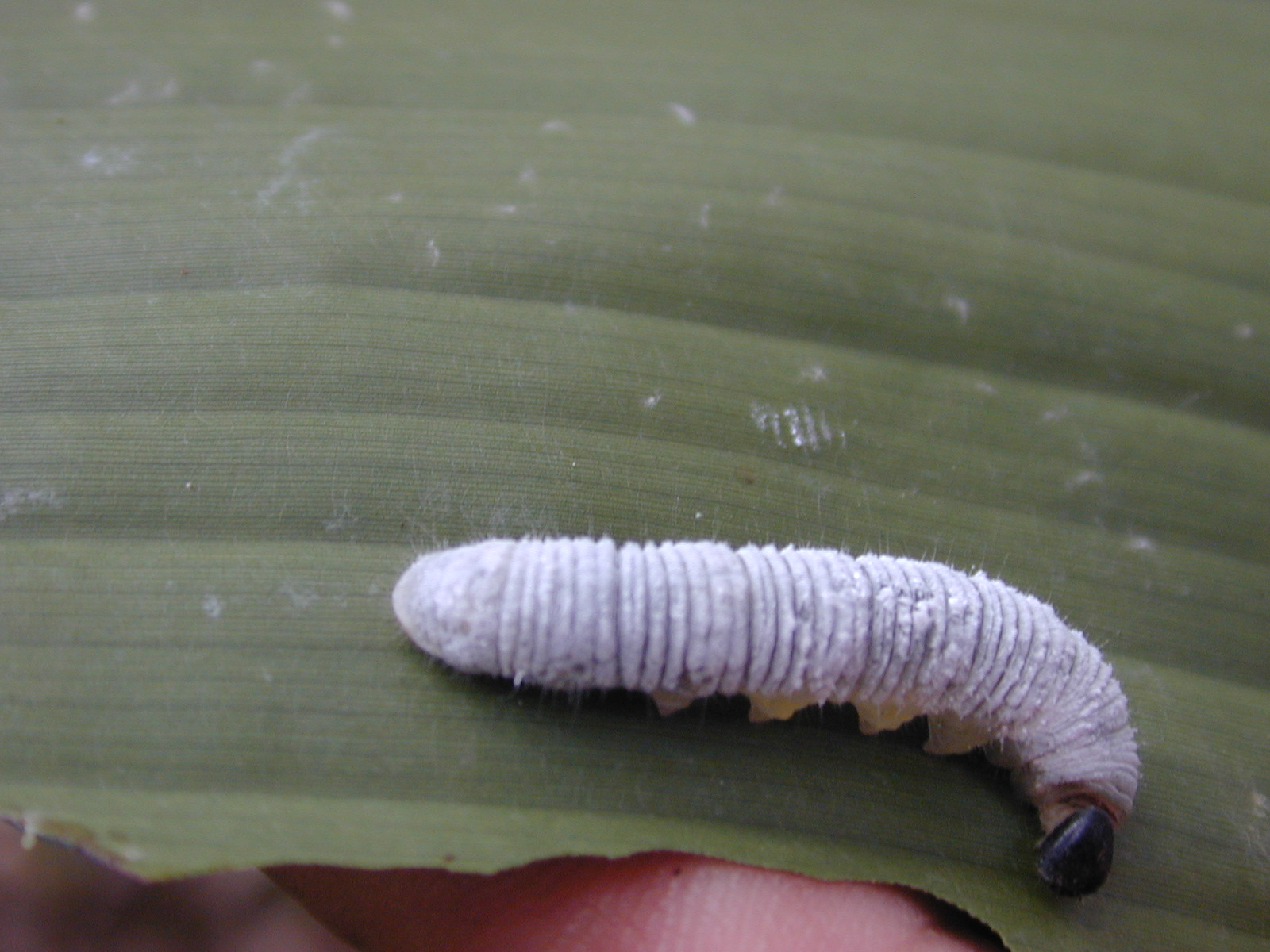
Erionota thrax trên lá chuối (Musa sp.), Maui, Hawaii

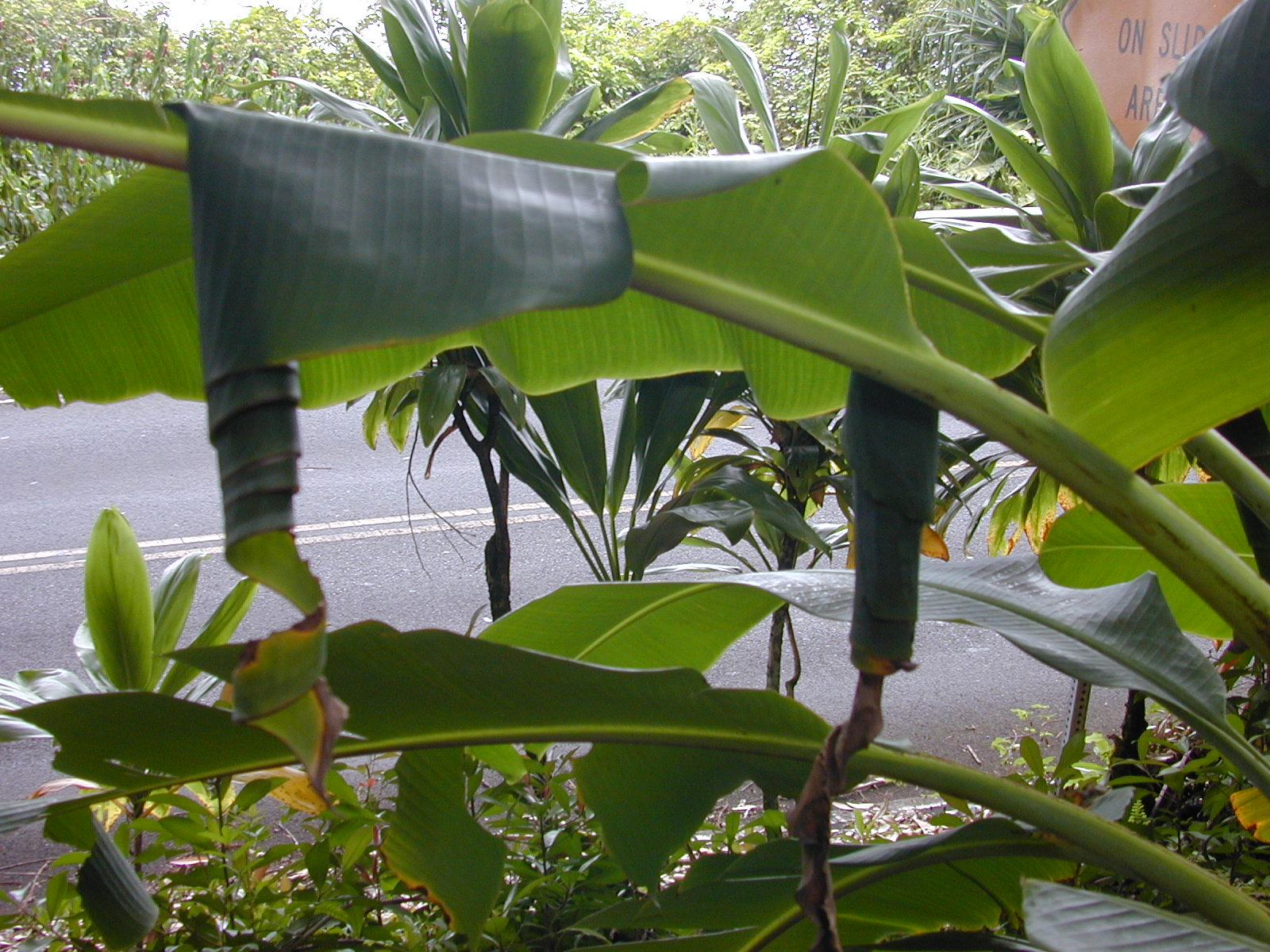
Lá chuối bị cuốn do sâu cuốn lá chuối

## Đặc điểm
Bướm có chiều dài thân từ 30–35 mm, sải cánh rộng từ 70–80 mm. Toàn thân màu nâu sẫm; đầu và ngực phủ một lớp vảy màu nâu xám. Mắt kép lớn, hình bán cầu. Râu đầu dạng móc câu. Cánh trước màu nâu đậm. Gốc cánh trước, gần cạnh ngoài có một túm lông màu vàng tro. Giữa cánh có hai đốm vàng lớn, gần mép ngoài có một đốm vàng nhỏ, những đốm này có dạng hình chữ nhật. Thời gian sống của bướm khoảng 2 tuần, trong thời gian này một bướm cái đẻ khoảng 200 trứng.
Sải cánh dài 70–77 mm. Có nhiều lứa mỗi năm.
Trứng màu trắng, hình bán cầu, đường kính từ 1,5–2 mm, đỉnh hơi thon và lõm xuống, có những đường vân xiên nổi lên theo chiều dọc của trứng như các cạnh. Trứng được đẻ rải rác hay thành từng hàng từ 2-8 cái ở bìa lá. Khi sắp nở trứng có màu đen. Thời gian ủ trứng từ 5-7 ngày.
Khi mới nở sâu màu trắng sữa, vừa nở ra sâu ăn hết vỏ trứng. Đốt ngực thứ nhất và thứ hai nhỏ, thắt lại như cổ chai; đốt thứ ba đến đốt thứ năm to dần, đốt thứ sáu phát triển bình thường. Sâu có 3 đôi chân ngực không phát triển nhưng 4 đôi chân bụng rất phát triển. Sâu có 5 tuổi, phát triển trong thời gian từ 14-20 ngày.
Nhộng màu xám xanh và có phủ một lớp phấn trắng bên ngoài, dài từ 35–40 mm, gai đuôi dạng hình móc câu cứng. Thời gian nhộng từ 7-10 ngày.
Ấu trùng ăn lá các loài Musa, đặc biệt là loài Musa textilis. Loài này cũng được ghi nhận ở dừa và các loài dừa cọ khác.
Khi mới nở sâu non cạp ăn biểu bì của lá, sau đó cắn đứt phiến lá thành một đường dọc theo chiều sài lá (từ phía chóp lá xuống) gần với gân chính sau đó sâu nhả tơ cuốn phần phiến lá bị cắn lại thành một cái tổ hình ống rồi nằm bên trong ăn phá phần lá bị cuốn, khi tổ sâu đã bị sâu ăn gần hết hoặc tổ sâu bị khô, sâu chui ra ngoài tiếp tục tạo tổ mới lớn hơn. Trong quá trình sống, sâu thải phân ra ngay nên trong tổ thành những cục lớn cỡ hạt mè hoặc hạt đậu xanh (tuỳ theo tuổi), có màu xanh đen.

## Biện pháp phòng chống
Giống như những loại sâu thông thường khác, lớp da của sâu cuốn lá chuối có những lỗ khí, khi vôi bột chùm vào những lỗ khí này, khả năng hô hấp của sâu bị giảm. Sâu càng cố gắng hô hấp, lượng vôi bột xâm nhập vào các lỗ này càng nhiều. Vôi bột khi gặp nước sẽ tạo ra phản ứng sinh nhiệt. Nhiệt độ sinh ra từ 100 – 150 độ C, khi vôi bột ngấm vào sâu sẽ gây bỏng đột ngột làm cho sâu chết trong thời gian ngắn. Vôi bột không gây hại tới môi trường sinh thái, vôi bột phun lên cây chuối với liều lượng nhỏ cũng sẽ trừ được một số loài sâu hại.

## Phân loài
- Erionota thrax thrax (Indonesia)
- Erionota thrax mindana Evans, 1941 (nam và trung Philippines)
- Erionota thrax hasdrubal Fruhstorfer, 1910 (bắc Moluccas)
- Erionota thrax alexandra De Long et Treadaway, 1993 (Luzon, miền bắc Philippines)